# Kim Du-han
Kim Du-han, também grafado como Kim Doo Han (Seoul, 15 de maio de 1918 – 21 de novembro de 1972), foi o filho de Kim Jwa-Jin, um famoso combatente da liberdade coreana, e foi eleito para o terceiro parlamento em 1954 e juntou-se ao Partido Liberal de Rhee, onde serviu como político depois da era da ocupação japonesa da Coreia. Ele foi também eleito ao sexto parlamento em 1965. Kim Du-Han foi considerado o mais notável gângster coreano antes de seu envolvimento na política. Ele é o avô do ator coreano Song Il Gook, que tinha um ano de idade quando Kim morreu.
Kim tornou-se famoso como herói popular em filmes. Ele foi interpretado por Ahn Jae Mo e Kim Yeong-cheol na série de televisão sobre sua vida, Yainsidae (coreano: 야인시대, lit. "Era rústica"), exibida na SBS em 2002.